# Carlos Ward
Pour les articles homonymes, voir Ward.
Carlos Ward (né le 1er mai 1940 à Ancón au Panamá) est un saxophoniste et flûtiste de jazz.

## Biographie
Son premier instrument était la clarinette qu'il a appris à 13 ans alors qu'il vivait à Seattle (Washington). Plus tard il a intégré l'École navale de musique et a joué avec Albert Mangelsdorff alors qu'il était stationné en Allemagne.
Ward a joué avec John Coltrane en 1965-66 et on peut l’entendre sur l'album John Coltrane - A Love Supreme: Live In Seattle, retrouvé plus de 55 ans après son enregistrement. Il a été longtemps associé avec Don Cherry, son duo avec Abdullah Ibrahim est aussi marquant. Il faisait partie du groupe de Cecil Taylor dans la période qui a suivi la mort de l'altiste Jimmy Lyons. Il était aussi membre de The Ed Blackwell Project et a dirigé son propre quartet en 1987

## Discographie

### En tant que sideman
Avec Don Cherry et le Jazz Composer's Orchestra
- Relativity Suite (1973)

Avec Carla Bley
- 1977 : Dinner Music